# Bithia sybarita
Bithia sybarita är en tvåvingeart som först beskrevs av Johann Wilhelm Meigen 1838.  Bithia sybarita ingår i släktet Bithia och familjen parasitflugor.
Artens utbredningsområde är Spanien. Inga underarter finns listade i Catalogue of Life.